# Querne/Weida
Die Querne, im späteren Verlauf Weida, ist ein Bach im Saalekreis und im Landkreis Mansfeld-Südharz in Sachsen-Anhalt.

## Verlauf
Der Bach beginnt als Querne nordwestlich von Ziegelroda, fließt dann in Richtung Osten nach Lodersleben und Querfurt, dem er vielleicht seinen Namen gab (Furt über die Querne). Bis nach Obhausen fließt er nach Osten weiter, wo er den Weidenbach von rechts aufnimmt. Die Querne selbst verliert hier ihren Namen, sie heißt nun Weida bzw. auf den letzten vier Kilometern Mittelgraben.
Die Weida biegt nach Norden in ein kurviges Tal ab. In diesem tangiert sie nach 2,4 km Kuckenburg, erreicht nach einem Kilometer die Weidatalbrücke der Bundesautobahn 38 und durchquert nach einem halben Kilometer auf einer Länge von 1,5 km Esperstedt. Nach weiteren 2,4 Kilometern wird Schraplau passiert und südlich der Ortschaft mündet der aus Farnstädt kommende Weitzschkerbach ein. Nachdem die Grenze zum Landkreis Mansfeld-Südharz überschnitten wurde, wird einen Kilometer nach Schraplau die Ortschaft Stedten berührt. Ab hier fließt der Bach zwei Kilometer nach Nordwesten und dann an Oberröblingen vorbei, wobei die Bahnstrecke Halle-Kassel unterquert wird. Nach Verlassen Oberröblingens mündete die Weida früher in den Salzigen See, der jedoch bis 1894 trockengelegt wurde. Nunmehr fließt die Weida oberhalb des Bodenniveaus des Sees durch verschiedene Kanäle am nordwestlich gelegenen Kernersee, einem Überbleibsel des Salzigen Sees. Der Kernersee, in den unter anderem die Böse Sieben einmündet, hat keinen natürlichen Abfluss; durch eine Pumpe am Südostrand wird das Wasser der Bösen Sieben aus dem See hochbefördert und in den neuen Verlauf der Weida eingeleitet. Ab dem Zusammenfluss der Weida und der Bösen Sieben, der ungefähr dem historischen Abfluss aus dem Salzigen See entspricht, heißt das Gewässer nun Salza, welche nach rund 11 km in die Saale mündet.

## Geschichte
Die Weida hat auf Karten des 16. Jahrhunderts noch einen weiteren Zufluss, nämlich einen Bach, der südwestlich von Gatterstädt entspringt und von diesem aus in Obhausen im Weita fl. mündet. Ob der von Süden, ebenfalls in Obhausen mündende Weidenbach historisch ebenfalls Weida hieß, ist umstritten. Zumindest wird auch die Quelle dieses Baches bei Barnstädt als Weida-Quelle bezeichnet. Die Existenz des Ortes Altweidenbach (erstmals erwähnt im Jahr 1120 als Widenbecke) am Weidenbach dürfte dafür sprechen, dass man diesen bereits im Hochmittelalter Weidenbach nannte.
Topographen des 17. und 18. Jahrhunderts zählten insgesamt 24 Mühlen zwischen Lodersleben und Salzigem See auf, begriffen also – so wie auch heute gängig – die Querne als den Oberlauf der Weida. Diese Mühlen sind auch auf den Messtischblättern zum Teil noch vermerkt. Dass ein Topograph wie Gebhard von Alvensleben, der eine sehr gute Ortskenntnis besaß, schrieb, die „Weita oder Woite“ entspringe bei der Luderburg aus dem Roten Brunnen, also westlich von Lodersleben, zeigt zusätzlich, dass man auch damals Querne und Weida als einen Flusslauf begriff.
Mit der Zunahme des Bergbaus gerieten die Quellen verschiedener Flüsse (z. B. des Würdebaches) durch die Grundwasserspiegelabsenkungen in Gefahr auszutrocknen, doch viel entscheidenderen Einfluss auf das Flussgebiet der Querne/Weida hatte die Veränderung durch den Bergbau im Mündungsbereich der Weida: Als nach Wassereinbrüchen in Stollen der Salzige See zu großen Teilen abgelassen werden musste, war eine Neuregelung des einmündenden Weidabaches notwendig. Er führt seitdem im Ringkanal zum einstigen Bett der Salza, die früher nicht hier, sondern deutlich weiter nordöstlich aus dem Salzigen See trat. Auf Karten des 16. Jahrhunderts ist deutlich erkennbar, dass die Salza damals erst zwischen Langenbogen und Köllme austrat, da die Seefläche damals deutlich weiter ins Salzatal reichte. Die Magdeburger Erzbischöfe, denen Langenbogen gehörte, stauten später einzelne Abschnitte zu Seen auf, so dass die Salza (auch Salzke genannt) fortan die Verbindung zwischen diesen Teichen darstellte. Wieder später wurde aus ihr der Ausfluss aus dem Salzigen See nördlich des Flegelsberges, also zwischen Langenbogen und Rollsdorf. Heute leiten die als „Ringkanal“ bezeichneten Wasserläufe sowie ein gen Mittelkanal führender Arm das Wasser der Weida an dem Kernersee, einem Restsee des Salzigen Sees südlich, dann östlich vorbei.

## Name
Wie bei den meisten deutschen Flüssen und Bächen ist der Name weiblich (die Weida). Einen Teil der Verwirrung um die Quellen der Weida macht die Frage nach der Bedeutung des Flussnamens aus, denn Weide hat auch im heutigen Sprachgebrauch noch verschiedene Bedeutungen, etwa die des gleichnamigen Baumes (althochdeutsch wîda), die Bedeutung als Grünland (altgermanisch weidja, althochdeutsch weida) oder die neuhochdeutsche Bedeutung „Hütung von Tieren auf Grünland“. Somit kann auch die Existenz eines Gutes Weidenthal in Querfurt oder der Ortschaft Weidenbach südlich von Obhausen sowohl für als auch gegen einen Zusammenhang mit dem Flussgebiet der Weida angeführt werden. Es kann also weder eindeutig geklärt werden, ob die Weida ihren Namen erhielt, weil sich an ihr besonders viele Bäume oder eben Grünflächen befanden, noch ob der Weidenbach ursprünglich ebenfalls Weida hieß. Da aber die Querne bereits vor der Einmündung des Weidenbaches Weida heißt, ist nur sicher, dass die Querne ursprünglich Weida hieß.
Eine ähnliche Verwirrung besteht bezüglich des Namens Querne. Auch hier sind mindestens zwei Lesarten möglich. Der Name Querfurts trägt im 9. Jahrhundert mehrfach das Bestimmungswort Curn in verschiedenen Abschnitten des Hersfelder Zehntverzeichnisses. Dieses, wie auch das spätere Quern (10. Jahrhundert) führen Sprachwissenschaftler wie Hans Walther auf die althochdeutschen Wörter für Mühle (churn, quirn) zurück. Somit ist es zum einen möglich, dass die Querfurter ihren Abschnitt der Weida in Querne umbenannten, weil sie ihn als Mühlbach empfanden oder aber dass sie es taten, weil sie damit den Fluss in ihrer Stadt benennen wollten. Dass es sich bei Querne hingegen um die ursprüngliche Bezeichnung des Baches handelt, ist nur dann denkbar, wenn der Name von einem anderen Wort herzuleiten sein sollte, da Wassermühlen erst im neunten und zehnten Jahrhundert (durch die Franken) nach Mitteldeutschland gelangten. Andere Thesen sind mittlerweile verworfen worden, etwa Hermann Größlers Behauptung, der Name stamme von dem der Warnen, die zeitweise in der Nähe siedelten. Größler überlegte hierbei, es handele sich um eine Analogie zu Namen wie Frankfurt und stelle somit die Furt der Warnen dar.
Der fehlenden Ortskenntnis geschuldet ist die Behauptung des Topographen Julius v. Rohr (1748), die Weida heiße Wende. Er schreibt zu Schraplau: „Die Stadt liegt … an dem Wasser Wende, welches bey Röblingen in die gesaltzene See fällt; Unterhalb der See nimmt der Bach einen anderen Namen an sich, und heisset von der angenommenen Bitterkeit die Saltzke, sie fällt bey Saltz-Münde, ohnweit Wettin in die Saltz-See.“ Dennoch zeigt seine Beschreibung, dass man schon damals nicht sicher war, ob der Ausfluss des Salzigen Sees das Wasser der Bösen Sieben oder der Weida darstellt. Der Sprachwissenschaftler Udolph führt die Weida als einen der Belege für die „Bindeglieder zwischen der indogermanisch-alteuropäischen Schicht und altgermanischer Namengebung“ der Flüsse an. Heute variiert die Schreibweise des Flussnamens von offizieller Seite her scheinbar beliebig zwischen Weida und Waida, wobei der Fluss selbst stets Weida geschrieben wird und auch die Verwaltungsgemeinschaft Weida-Land heißt, Straßennamen in den einzelnen Orten aber teilweise mit -a- geschrieben werden, etwa Waidawinkel (Obhausen), Waidastraße (Esperstedt, Schraplau) oder Waidaweg (Röblingen).